# پابلو نینو
پابلو نینو (انگلیسی: Pablo Niño؛ زادهٔ ۱۵ مهٔ ۱۹۷۸) بازیکن فوتبال اهل اسپانیا است.
از باشگاه‌هایی که در آن بازی کرده‌است می‌توان به باشگاه فوتبال رئال مادرید، باشگاه فوتبال رکریتیوو اوئلوا، باشگاه فوتبال رئال بتیس، باشگاه فوتبال نومانسیا، و باشگاه فوتبال کادیس اشاره کرد.